# Wolfgang Gerz
Wolfgang Gerz (Múnich, 8 de octubre de 1952-2 de abril de 2023) fue un deportista alemán que compitió para la RFA en vela en la clase Finn. Su hijo Ferdinand compitió en el mismo deporte.
Ganó dos medallas en el Campeonato Mundial de Finn, oro en 1981 y plata en 1983. Participó en los Juegos Olímpicos de Los Ángeles 1984, ocupando el quinto lugar en la clase Finn.

## Palmarés internacional
| \| Representando a la RFA \| \| \| \| \| Campeonato Mundial \| \| \| \| \| Año \| Lugar \| Medalla \| Clase \| \| 1981 \| Grömitz (RFA) \| Medalla de oro \| Finn \| \| 1983 \| Milwaukee (Estados Unidos) \| Medalla de plata \| Finn \| |                            |                  |       |
| Representando a la RFA |                            |                  |       |
| Campeonato Mundial |                            |                  |       |
| Año | Lugar                      | Medalla          | Clase |
| 1981 | Grömitz (RFA)              | Medalla de oro   | Finn  |
| 1983 | Milwaukee (Estados Unidos) | Medalla de plata | Finn  |